# Marc Emili Lèpid (cònsol 232 aC)
Marc Emili Lèpid (en llatí Marcus Aemilius M. F. M. N. Lepidus) va ser un magistrat romà del segle iii aC. Formava part de la gens Emília i era de la família dels Lèpid.
Va ser àugur i després cònsol l'any 232 aC juntament amb Marc Publici Mal·leol, en el que es va aprovar la llei agrària Flaminia promoguda per Gai Flamini.
Suposadament Emili Lèpid va ser cònsol una segona vegada, potser només cònsol sufecte, l'any 220 aC. Va morir el 216 aC i els seus fills van fer uns jocs funeraris en el seu honor que van durar tres dies i en els que van lluitar 22 parelles de gladiadors.